# Griffonia
Genre
Classification APG III (2009)
Classification phylogénétique
Griffonia est un genre de plantes à fleurs la famille des Caesalpiniaceae selon la classification classique, ou des Fabaceae (sous-famille des Caesalpinioideae) selon la classification phylogénétique.

## Remarque
Le genre Griffonia Baill. ne doit pas être confondu avec Griffonia Hook.f., nom illégitime synonyme de Dactyladenia Welw.

## Liste d'espèces
Selon Catalogue of Life (25 mai 2013) et Tropicos (25 mai 2013) (Attention liste brute contenant possiblement des synonymes) :
- Griffonia physocarpa Baill.
- Griffonia simplicifolia (M. Vahl ex DC.) Baill.
- Griffonia speciosa (Welw. ex Benth.) Taub.
- Griffonia tessmannii (De Wild.) Compere